# Itilliatsiaq (Nanortalik)
Itilliatsiaq [iˈtˢiɬːiˌat͡siɑq] (nach alter Rechtschreibung Itivdliatsiaĸ) ist eine wüst gefallene grönländische Siedlung im Distrikt Nanortalik in der Kommune Kujalleq.

## Lage
Itilliatsiaq liegt an einer Landenge zwischen dem Fjord Itilliatsiaap Torsukattaa und der Bucht Itilliatsiaap Kujataatungaa auf einer Halbinsel am Ausgang des Tasermiut Kangerluat. Auf der anderen Fjordseite liegt elf Kilometer nordwestlich Nanortalik.

## Geschichte
Itilliatsiaq war eine kurzweilige Ansiedlung. Zwischen 1941 und 1949 lebten rund 20 Personen an dem Ort.